# قطلب كناري
القطلب الكناري (باللاتينية: Arbutus canariensis) نوع نباتي شجيري صغير دائم الخضرة من جنس القطلب ينتمي إلى الفصيلة الخلنجية (باللاتينية: Ericaceae).

## الموئل والانتشار
موطنه الأصلي المغرب العربي حيث ينتشر في جزر الكناري.